# Echestratos
Echestratos (starořecky Ἐχέστρατος) byl král Sparty (pravděpodobně mytický), vládnoucí přibližně na počátku devátého století před Kr. (možná 900–870 před Kr.). Pocházel z královského rodu Agiovců.
Záznamy antických historiků Echestrata uvádějí jako třetího krále Sparty v královské linii Agiovců. Informací o jeho vládě však od nich pochází více než málo.
Historik Hérodotos píše, že byl synem krále Agia I., od kterého se odvozuje název královského rodu Agiovců. Dále zaznamenal, že jeho bratrem byl legendární zákonodárce Lykúrgos (co se týče Lykurga, je známo více verzí o jeho rodinném původu). Echestratovým nástupcem se stal jeho syn Leóbótes. Podle Pausania za panování Echestrata Sparťané vybojovali poprvé od Argu Kynúriu, území na hranicích mezi Argolis a Lakóniou. Argejčani se ale tohoto území nevzdali a boje o toto území sváděli se Spartou sporadicky až do poloviny šestého století před Kr., kdy dominanci Argu na Peloponésu zastínila Sparta vítězstvím v tzv. bitvě 300 bojovníků (v roce 545 před Kr.) a následně o rok dalším vítězstvím při účasti přibližně stejně početných vojsk.
Většina současných historiků existenci krále Echestrata zpochybňuje a řadí ho mezi mytické krále. Jednoznačně to ale potvrdit nelze, zůstane to asi tajemstvím dějin.